# Villaguay
Santa Rosa de Villaguay, conocido comúnmente como Villaguay, es la ciudad cabecera  del departamento Villaguay ubicada en la provincia de Entre Ríos, República Argentina. El municipio comprende la localidad del mismo nombre y un área rural. De acuerdo a los datos proporcionados por el último censo nacional del INDEC (efectuado el 27 de octubre de 2010) su población total es de 49.445 habitantes, ubicando a Villaguay como el séptimo entre los diez municipios más poblados de la provincia.
Por encontrarse en el centro provincial, Villaguay es sede de importantes eventos provinciales, por lo que se la denomina "Ciudad de encuentros". cerca de la casa histórica de lorenzo bargas

## Toponimia
El nombre de la ciudad proviene del arroyo Villaguay. Para esta palabra del idioma guaraní existen varias posibles acepciones. 
- Yaguay: "Río del Tigre", adoptada como la interpretación oficial del topónimo[2]
- Yaguaí: "Río del Tigrecito"
- Ibiyá [tronco], Viyá [culebra], cuá [cueva] y [agua, río, arroyo]: "Manantial que brota del tronco" o "Río o arroyo de las cuevas de las culebras".[3]

## Historia
Se establece como orígenes históricos de Villaguay el 20 de noviembre de 1823, día en el que el por entonces gobernador Lucio Norberto Mansilla autorizó a la Comisión Protectora del Templo, formada por vecinos afincados entre los arroyos Villaguay y Bergara, a adquirir a Manuela Araujo, viuda de Ziaurri Naparra, una cuadra de terreno para edificar allí una capilla, la casa del cura y el cementerio. 
Las hipótesis hablaban de un posta de mitad de camino, entre el Arroyo de la China (Concepción del Uruguay) y la Baxada del Paraná. Varios historiadores aseguran que ese punto geográfico era un paso obligado para quienes querían cruzar el río Gualeguay por el centro de la provincia. Según se supone, un caserío difuso se asentó entre los arroyos Villaguay y Bergara, donde hoy pueden verse la ruta hacia Villa Domínguez, la estación de ferrocarril Villaguay Este y la escuela agrotécnica Justo José de Urquiza. Las reiteradas inundaciones obligarían a la gente a trasladarse hacia donde hoy está la ciudad. 
La ordenanza de aprobación que estableció la fecha de origen histórico vendría recién por parte del Concejo Deliberante el 20 de mayo de 1993.
En 1833 el caudillo Crispín Velázquez decidió llevar la parte cívica al poblado, ellos adoptaron a santa Rosa de Lima como santa patrona, se cree que porque pertenece a la orden de los curas que en ese momento estaban en la capilla. Desde entonces, la ciudad pasó a llamarse Santa Rosa de Villaguay. Una vez fundada la plaza que actualmente lleva el nombre de 25 de Mayo, el caserío comenzó a crecer alrededor.
Por ley del 20 de abril de 1872 se estableció el ejido de la población:

Señálase para traza y ejido de la Ciudad de Villaguay, cuatro leguas cuadradas de superficie.

La municipalidad de Villaguay fue creada por ley promulgada el 28 de mayo de 1872, e instalada el 1 de enero de 1873 luego de realizarse elecciones; siendo su primer intendente Vicente Vilches.
En honor a esta fecha se levanta la plaza 20 de noviembre de 1823, un paseo público ubicado en un predio contiguo al Hospital "Santa Rosa". El 20 de noviembre de 1993, se colocó la piedra fundamental y en su interior se depositó un cofre conteniendo documentos históricos así como actuales relacionados con la vida de la ciudad de Villaguay y ejemplares del diario local El Pueblo.

## Intendentes
enero de 1873 a febrero de 1874     Vicente Vilches

febrero de 1874 a febrero de 1875   Juan Casco

febrero de 1875 a febrero de 1876   Mariano A. de Lamadrid

febrero de 1876 a enero de 1880     Luis Podesta

enero de 1880 a enero de 1881       Juan Bautista Castagnino

enero de 1881 a enero de 1882       José Negri

enero de 1882 a marzo de 1883       Simón Retamar

marzo de 1883 a diciembre de 1887   José Crespi

enero de 1887 a diciembre de 1888   Francisco Bergara

enero de 1889 a septiembre de 1890  Juan E. Castagnino

octubre de 1891 a mayo de 1892      Policarpo de la Cruz

mayo de 1892 a diciembre de 1894    Antonio Questa

enero de 1895 a enero de 1898       Juan S. Hermelo

enero de 1898 a diciembre de 1900   Francisco Guichon y Díaz

enero de 1901 a diciembre de 1903   Olivio Acosta

enero de 1904 a julio de 1907       José E. Lacroze

agosto de 1907 a abril de 1913      Eduardo B. Cinto

abril de 1913 a enero de 1916       Juan Altuna

enero de 1916 a mayo de 1916        Francisco Bergara

mayo de 1916 a noviembre de 1918    Juan Troncoso

noviembre de 1918 a enero de 1920   Martín Zabalzagaray

enero de 1920 a marzo de 1920       Juan Troncoso

marzo de 1920 a diciembre de 1925   Felipe García

enero de 1926 a febrero de 1927     Manuel S. Landin

febrero de 1927 a diciembre de 1927 Justo M. Pinto

enero de 1928 a mayo de 1932        Ramón A. Poitevin

mayo de 1932 a julio de 1935        Bernardo T. Zaburlin

julio de 1935 a julio de 1939       Miguel Ángel García

julio de 1939 a julio de 1943       Ramón A. Poitevin

julio de 1943 a marzo de 1944       Ángel Rodríguez Velo

abril de 1944 a diciembre de 1944   Zoilo C. García

diciembre de 1944 a enero de 1945   Abelardo Echeverry

enero de 1945 a junio de 1946       Bernardo T. Zaburlin

junio de 1946 a abril de 1948       Isidoro A. Redruello

abril de 1948 a junio de 1950       Cristóbal Nogueira

junio de 1950 a junio de 1952       Carlos María Tófalo

junio de 1952 a marzo de 1955       Isidoro A. Redruello

marzo de 1955 a septiembre de 1955  Pedro E. Ferreyra

septiembre de 1955 a septiembre de 1955 Mario Martinetti

septiembre de 1956 a abril de 1958  Godofredo Q. Antonini

mayo de 1958 a julio de 1962        Luis E. Montenegro

julio de 1962                       Héctor Zuchino

julio de 1962 a octubre de 1963     Miguel Ángel Amoroto

octubre de 1963 a junio de 1966     Humberto Chiesa

junio de 1966 a septiembre de 1966  Héctor J. Mercau

septiembre de 1966 a mayo de 1973   Miguel Ángel Amoroto

mayo de 1973 a marzo de 1976        Isidoro A. Redruello

marzo de 1976 a mayo de 1976        Julio E. Henry

mayo de 1976 a marzo de 1981        Miguel Ángel Amoroto

marzo de 1981 a mayo de 1981        Rómulo Escalante

mayo de 1981 a diciembre de 1983    Francisco P. Dunne

| Intendente              | Mandato                               | Partido | Partido      | Alianza | Alianza |
| ----------------------- | ------------------------------------- | ------- | ------------ | ------- | ------- |
| Jorge Armando Busti     | diciembre de 1983 - diciembre de 1987 |         | UCR          |         | —       |
| Juan Angel Redruello    | diciembre de 1987 a diciembre de 1991 |         | UCR          |         | —       |
| Tomás Margetik          | diciembre de 1991 a diciembre de 1995 |         | UCR          |         | —       |
| Carlos Alberto Vela     | diciembre de 1995 a diciembre de 1999 |         | UCR          |         | —       |
| Oscar Edmundo Miranda   | diciembre de 1999 a diciembre de 2003 |         | UCR          |         | —       |
| Carlos Roberto Fuertes  | diciembre de 2003 a febrero de 2004   |         | PJ           |         | —       |
| Sandra Sánchez          | diciembre de 2004 a diciembre de 2007 |         | PJ           |         | —       |
| Adrián Federico Fuertes | diciembre de 2007 a diciembre de 2011 |         | PJ           |         | —       |
| Adrián Federico Fuertes | diciembre de 2011 a diciembre de 2015 |         | PJ           |         | —       |
| Claudia Monjo           | diciembre de 2015 a diciembre de 2019 |         | PJ           |         | —       |
| Claudia Monjo           | diciembre de 2019 a diciembre de 2023 |         | Frente Creer |         | —       |
| Adrián Federico Fuertes | diciembre de 2023                     |         | PJ           |         | —       |

## Industria
Villaguay cuenta con un gran parque industrial, el cual es uno de los seis más grandes de la provincia, sobre la ruta Nacional 18, a unos kilómetros de la ciudad.

## Banderas

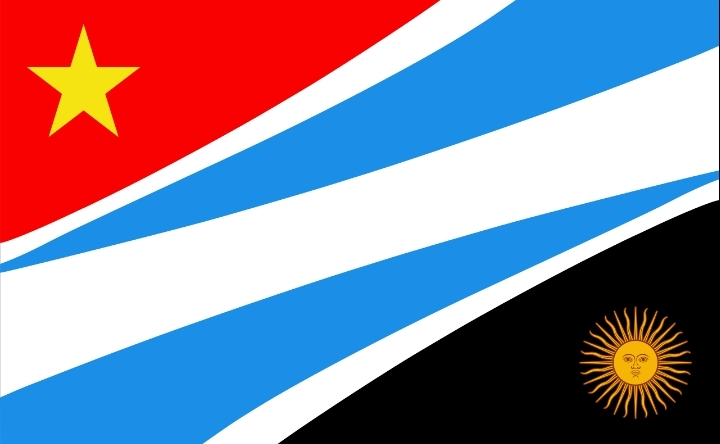
La bandera de Villaguay

La bandera de Villaguay es representada con un Sol en la parte derecha inferior y una estrella amarilla en la Parte Izquierda Superior. Ambas están divididas por la Bandera de la Nación Argentina, que va en una dirección diagonal 

## Ubicación geográfica y población
Villaguay está marcada como el centro de la provincia de Entre Ríos. Se distancia a 155 kilómetros de la capital provincial y a 376 kilómetros de la ciudad de Buenos Aires.
La ciudad de Villaguay cuenta con 55.192 habitantes (CENSO 2022).

## Paisajes naturales
El extremo noroeste del departamento está surcado por la lomada de Montiel, con alturas que llegan a los 80 m s. n. m. En ellas nacen algunos arroyos que desaguan en la margen derecha del río Gualeguay, como el Mojones y El Tigre. Por la margen izquierda recibe a los arroyos que nacen en la lomada Grande; arroyos Villaguay y Lucas.
Todo el territorio es una planicie suavemente ondulada, con una zona más deprimida al sudoeste.
Encontramos dos biomas: hacia el E el monte espinal y la llanura herbáceo pampeana, en parte del centro y el O. El primero está constituido por bosquecillos de ñandubay, espinillo, chañar, molle y palmeras yatay y caranday, entre otras especies.

## Educación

### Primarias
En esta lista no se toman en cuenta escuelas en Zonas Rurales (aunque estén dentro del ejido) tales como la escuela "F. Ramírez" o la "Paraná".
• Escuela n.º 1 B. Mitre
• Escuela n.º 3 F. Podestá
• Escuela n.º 4 F. Seguí
• Escuela n.º 7 de orientación especial Guido
• Escuela n.º 40 Prov. de Salta
• Escuela n.º 81 D. F. Sarmiento
• Escuela n.º 82 "M. Moreno" (Católica)
• Escuela n.º 85 "Cnel. Brandsen"
• Escuela n.º 87 "Luis Piedrabuena"
• Escuela n.º 107 "F. Laprida"
• Escuela n.º 108 "Sgto. Cabral"
• Escuela n.º 115 "San Cayetano"
• Instituto Buen Pastor (Católico)
• ISEA (Instituto Superior de Educación Artística)
• Instituto Federico Leloir
• Escuela Normal Superior Martiniano Leguizamón.

### Secundarias
• Escuela n.º 1 "Prof. L. Herrera"
• Escuela n.º 7 "San Cayetano"
• Escuela n.º 10 "N. Bouvet D'Alessandro"
• Escuela n.º 17 "Olga Blanc"
• Escuela n.º 18
• EET n.º 1 "C. Etchebarne"
• Escuela de Artes y Oficios Rogelio Martínez
• Instituto La Inmaculada
• Instituto D - 241 "Jesús Buen Pastor"
• Instituto Federico Leloir
• ISEA (Instituto Superior de Educación Artística)
• Escuela Normal Superior Martiniano Leguizamón
Además hay institutos Terciarios y escuelas Profesionales. Además, muchos Villaguayenses asisten a la Escuela Agrotécnica JJ de Urquiza, a 900 metros del Cruce de la Ruta 130 y 20, conocido como "El Empalme".

### Universidades
Carreras Universitarias, Terciarias, Especializaciones Universitarias, Cursos con Certificación Oficial. Villaguay tiene una posición favorable, al ser el Centro de la provincia.
UNIVERSIDAD NACIONAL DE ENTRE RIOS - UNER - FACULTAD DE CIENCIAS DE LA SALUD                                                                                                                          Licenciatura en Kinesiología y Fisiatría
UNIVERSIDAD DE CONCEPCION DEL URUGUAY - UCU- UNION ACADEMICA VILLAGUAY                                                                                                                              Abogacía                                                                                                                                                                                                                 Profesorado de Enseñanzas superior
UNIVERSIDAD AUTONOMA DE ENTRE RIOS - UADER - FACULTAD DE CIENCIA Y TECNOLOGIA                                                                     Tecnicatura Universitaria en Producción Agropecuaria                                                                                                                               Licenciatura en Gestión de la Empresa Agropecuaria
FACULTAD DE CIENCIAS DE LA GESTION - Instituto Superior de Turismo                                                                                                  Tecnicatura en Turismo
FACULTAD DE CIENCIAS DE LA VIDA Y LA SALUD - Sub sede áulica Villaguay                                                                                                   Podología Universitaria
INSTITUTO DE FORMACION DOCENTE – IFD- Instituto de Educación Superior y Gestión Pública                                                                Prof. Educación Inicial
Prof. Educación Primaria
Prof. Ed. Sec. Modalidad Técnico Profesional
Prof. Ed. Secundaria en Lengua y Literatura
Prof. Ed. Secundaria en Inglés
Prof. Ed. Secundaria en Geografía 
Prof. Ed. Secundaria en Matemática 
INSTITUTO DE EDUCACION SUPERIOR DE GESTION PRIVADA- ISEA- Instituto Superior de Educación Artística D-137                        Profesorado de Educación Especial
Profesorado de Educación Física
Profesorado de Educación Secundaria en Historia
Profesorado de Música
Profesorado de Artes Visuales
UNIVERSIDAD SIGLO 21 - CAU: VILLAGUAY                                                                                                                                                Técnico en Dirección de Protocolo, Organización de Eventos y Relaciones Públicas
Técnico en Gestión Contable Impositiva
Técnico en Higiene y Seguridad Laboral
Martillero y Corredor Público                                                                                                                                                                               Abogacía
Contador Público
Escribanía
Lic. en Administración
Lic. en Administración Agraria
Lic. en Informática
Lic. en Marketing
Lic. en Gestión de RRHH
Lic. en Gestión Turística
Lic. en Relaciones Internacionales
Lic. en Relaciones Públicas e Inst.
Lic. en Sociología
Lic. en Gestión Ambiental
INSTITUTO CERES - Sede áulica Villaguay                                                                                                                                                             Perito clasificador de Cereales, Oleaginosas y Legumbres 
INSTITUTO DE FORMACION PENITENCIARIA “INSP. GRAL. VICTORINO SCHEURMANN”                                                                    Tecnicatura en Seguridad y Tratamiento Penitenciario
También se encuentra el Centro de Convenciones, ubicado sobre la avenida Raúl Alfonsín.
El Centro tiene un auditorio para 350 personas sentadas. Está a disposición de los congresos y encuentros de empresas e instituciones de la provincia de Entre Ríos que se reúnen regularmente, y ahora podrán elegir a Villaguay no solo por su equidistancia sino por sus instalaciones.

## Santa Patrona
La Santa Patrona de la ciudad es Santa Rosa de Lima, nombre que lleva la parroquia local.

## Comunicaciones

### Publicaciones
• Diario El Pueblo
• Semanario de La Ciudad (Semanario)

### Emisoras
Villaguay tiene numerosas emisoras, entre ellas: FM 99.5 Del Sol, FM 105.9 Evolution, AM "La Voz del Montiel", Mesopotamia FM 97.1 entre otras.

### Canales Televisivos
• Delco Noticias (canal 13)

### Empresas de Televisión por Cable
• Delco Imagen
• Siglo XXI

## Turismo y cultura
La "ciudad de encuentros" (nombre que se le da por su estratégica ubicación central en la provincia), tiene muchos atractivos para una buena estadía, además de buena Hotelería y servicios.
- Museo Histórico Natural. Funciona en el primer edificio de dos plantas construido en Villaguay en el siglo XIX, su estilo arquitectónico es español simple. Cuenta con 5 salas de exposición, donde se documenta el pasado de los pobladores de la región Posee además, una colección de más de 300 mariposas de todo el mundo, una sala de ciencias naturales con peces de la región, un sector dedicado a los inmigrantes belgas, al diario local, rincón gauchesco, etc.

- Museo Arqueológico y Antropológico Indígena "TIERRA DE MINUANES". El nombre del museo se debe a que resguarda testimonios etno - histórico acerca de las antiguas culturas que habitaron el centro de la provincia antes de la llegada de los europeos, es el caso Charrúas - Minuanes.

El patrimonio existente en el museo es un trabajo de recolección, clasificación y estudio llevado adelante por el señor Marcelo Lugrin desde hace varios años, a orillas de los afluentes del río Gualeguay. Está compuesto por litos, cerámica y huesos.
- Reserva Natural LA CHINITA

La reserva natural “La Chinita” es uno de los principales atractivos de la ciudad de Villaguay. Un predio de 10 hectáreas destinadas a la conservación de la flora y la fauna autóctona albergan a una gran cantidad de especies como aves, reptiles, mamíferos, insectos. Entre la fauna que se puede observar se encuentran ñandúes, carpinchos, yacarés, y una gran variedad de aves. Al interior de la misma hay senderos de diferentes distancias de acuerdo a los intereses de sus visitantes. Además, cuenta con lagunas, miradores y puentes colgantes que se convierten en una gran experiencia de contacto con la naturaleza para toda la familia.
- Termas Villaguay                                                                                                                                                                                                       Ubicadas al norte de la ciudad, el complejo termal tiene la particularidad de contar con aguas termales propicias para la salud y el bienestar por la composición mineromedicinal que contienen.   Es un espacio de relax, en plena ciudad. El complejo ofrece tratamientos con objetivos terapéuticos y de mejora de la salud, es por esto que cuenta con un equipo interdisciplinario de profesionales que brindan tratamientos integrales y personalizados a sus visitantes con un respaldo científico y en armonía con la naturaleza.  El agua de fuerte mineralización  permite ofrecer un servicio de spa de alta categoría, con tratamientos estéticos (corporal y facial) y de rehabilitación.
- Parque Balneario Municipal  A sólo 2 kilómetros del centro de la ciudad, se emplaza el predio de 16 hectáreas dispuestas para disfrutar a la orilla del Arroyo Villaguay. Cuenta con amplios espacios verdes, donde el parquizado y la belleza del arroyo forman una combinación que permite experimentar todas las sensaciones que el encanto de la naturaleza despierta.  Cuenta con quinchos, parrillas, y todos los servicios necesarios para el acampe. Además cuenta con canchas de distintos deportes (básquet, fútbol, pádel, vóley playa, etc) y piscinas municipales.
- Granja de la Familia Bengochea  Emprendimiento familiar, atendido por sus propios dueños. Surge con el propósito de que las personas puedan experimentar algunas de las tareas que se realizan en el campo, además de conocer la flora y la fauna de la región, brindando diversas actividades en las cuales se puede participar, aprender y divertirse. Entre las actividades que se proponen se destacan el recorrido por la zona de panadería –donde aprenden a hacer algunas panificaciones típicas–, el recorrido por senderos en el monte nativo, y la observación   de  animales autóctonos y de granja.
- Quinta "La Suiza"  Emprendimiento familiar de 5 hectáreas, pioneros en la zona en producción de nuez pecán, higos, cítricos, frutos varios y apicultura. Se realizan visitas guiadas y venta de frutas de estación, miel y otros productos.
- Golf Aero Club Villaguay: complejo deportivo Ejido oeste, a 5 km del centro de la ciudad. Ubicado a 5 km de la ciudad de Villaguay el Golf Aeroclub Villaguay es un complejo con diversas áreas deportivas para practicar disciplinas como: golf, tenis, paddle y hockey. Su principal atractivo, una espléndida cancha de 9 hoyos par 71, que lo posiciona como escenario permanente de numerosos torneos auspiciados por empresas regionales e internacionales. El campo de golf se extiende en una superficie de 17 hectáreas, cubierto por una añosa y variada arboleda que, además de embellecerlo, lo torna desafiante.  En el predio funciona también una escuela de vuelo donde se realizan vuelos de bautismo, aeromodelismo y parapente.  El complejo integra la Federación de Golf del Litoral.
- Asociación de Artesanos de Villaguay  La Asociación de Artesanos de Villaguay es un espacio de exposición y comercialización de productos realizados por distinguidos artesanos de la localidad. Allí trabajan, exponen y venden artesanos del mimbre, cuero crudo, chala de maíz, fibras, vegetales, tejidos en lana cruda, hilada artesanal, croché, macramé, pintura en tela, lapidación de piedras, etc.
- Parque de la Velocidad

Un moderno Kartódromo situado en el Norte de la ciudad, que se ha convertido en el más grande de la Argentina. 
- Skate Park

Un parque de poco más de una Hectárea situado sobre la avenida Raúl Alfonsín a cien metros del Centro de Convenciones. Ideal para pasar el rato, y lleno de circuitos de acrobacias.

## Despliegue de lasFuerzas Armadas argentinasen Villaguay
| Unidades de la Guarnición Militar Villaguay                       | Sigla    |
| ----------------------------------------------------------------- | -------- |
| Regimiento de Caballería de Tanques 1 «Coronel Brandsen»          | RC Tan 1 |
| Regimiento de Infantería Mecanizado 5 «General Félix de Olazábal» | RI Mec 5 |

## Deportes
En la ciudad de Villaguay se realizan diversas actividades y eventos deportivos, la misma cuenta con asociaciones deportivas en las que pueden desarrollarse actividades como atletismo, básquet, boxeo, fútbol, golf, hockey sobre césped, karting, natación, rally, rugby, tenis, vóley entre otros.
En la ciudad de Villaguay se realiza la maratón "Ciudad de Villaguay", la misma se realiza los 20 de noviembre en conmemoración al aniversario de la fundación de la ciudad. Los días 30 de agosto en el Hipódromo de la ciudad se realiza la "Carrera de Santa Rosa" patrona de la ciudad de Villaguay. Anualmente también se disputa una fecha del campeonato de Rally provincial.
En Villaguay los clubes de básquet (Parque, Huracán, Sarmiento y ADEV) disputan el Torneo Local. Del Boxeo y el Sóftbol Villaguayense salieron muchas estrellas, como la boxeadora Débora Dionicius o el Boxeador Brian Arregui, ambos conocidos internacionalmente. En tanto que en el Sóftbol salieron muchos deportistas conocidos.

### Clubes de Villaguay
Estos son algunos de los clubes de la ciudad.
- ADEV (Agrupación Deportiva Estudiantil Villaguay)

- Barrio Sud : Fútbol, Vóley, Patín, Bochas, Boxeo.

- Sarmiento: Fútbol, Básquet, Bochas, Gimnasia Artística, Vóley, Natación, Hockey, Tenis, Pelota Paleta.

- Gualeguay: Fútbol, Bochas, Hockey, Vóley.

- Club Parque: Básquet, Fútbol, Bochas, Boxeo, Taekwondo, Hockey, Rugby, Paintball, Sóftbol, Arquería.

- Deportivo Villaguay: Bochas, Fútbol.

- Huracán: Básquet, Pelota Paleta.

- Salud Pública: Bochas, Fútbol.

- Aero Club Villaguay: Golf, Pádel.

- Club Social Recreo

- Círculo Católico Obrero: Bochas

- Policial: Bochas

### Deportistas destacados
La campeona mundial de boxeo por el peso supermosca de la FIB (Federación Internacional de Boxeo) Debora Anahi "La gurisa" Dionucius, que acumula 15 victorias en igual cantidad de combates, cuatro de ellas por nocaut.
El Medallista  de los Juegos Olímpicos de la Juventud, Buenos Aires 2018, Brian Arregui. El púgil de 19 años, que en la categoría hasta 69 kg ganó la medalla de oro, después de 22 años sin que Argentina lograse una medalla en ese deporte. Además el amateur Arregui tiene varias medallas de oro y bronce logradas en distintas partes del mundo, y participó del mundial de boxeo en Hungría.

### Polideportivo municipal
Sobre Bulevar Mosconi, un terreno de casi cuatro Hectáreas, en donde hay canchas de Básquet, Balonmano, Fútbol y una Pista de Atletismo. Además cuenta con un gran escenario, ya que es la sede de numerosos eventos.

### Aero Club Villaguay
Se encuentra al Oeste de Villaguay. Allí es donde se practican deportes aéreos. Además, cuenta con una Cancha de Pádel, Piscinas, y su Campo de Golf.

### Hipódromo de Villaguay
El Hipódromo se encuentra al Oeste, sobre H. Yrigoyen. Está en un predio enorme de más de quince hectáreas.

### Parque de la Velocidad
El Kartódromo, se encuentra al Norte de la ciudad, a metros de la Ruta Nacional 18, y se consolidó como el Kartódromo más grande de Argentina.

## Infraestructura

### Salud
Institutos de Salud de Carácter Público
•Hospital Santa Rosa:
Ubicado en un enorme predio sobre San Martín, este fue uno de los Hospitales más Grandes de Argentina. Nació en 1949 como hospital de Tuberculosis, ya que en esa época no había cura. En los años 70 pasó a ser Hospital de Llanura y más tarde, lo que es Hoy. 
•Centro de salud "C. Silva":
Ubicado sobre bulevar Saldaña Retamar, al Sur de Villaguay, esta este vacunatorio moderno.
•Centro de salud Buen Pastor:
Centro de salud frente al cementerio.
Institutos de carácter privado
•Sanatorio Americano: 
Ubicado en pleno centro, en un hermoso edificio y con buena atención.

### Seguridad
En Villaguay está situada la Jefatura Departamental, que tiene el Poder sobre el Departamento Villaguay. Las Comisarías están distribuidas por toda la ciudad. Además, existe una Escuela de Penitenciaría en el edificio del Hospital Santa Rosa, y la Escuela de Policías "Campbell", situada al oeste.

## Edificios históricos
- Sociedad Italiana: construido en 1878, un enorme edificio frente a la plaza, de arquitectura Italiana, con columnas que dejan ver su galería del frente. Allí funciona la sede de la Universidad Siglo 21.
- Sociedad Española: un enorme edificio con una Fachada alta, donde se refleja el escudo de España. Allí funcionan el Casino y un bar.
- Sede Municipal: construido en 1899, es un imponente edificio de dos pisos, con un hermoso jardín detrás del edificio. Tiene un Reloj en su base Superior, pero este no es el original, ya que una paloma chocó contra el viejo reloj en 1902. Allí funciona la Municipalidad de Villaguay.
- Biblioteca Bartolomé Mitre: Un gran edificio de dos pisos frente a la plaza.
- Banco de la Nación Argentina: un edificio antiguo ubicado frente a la plaza. Tiene un hermoso jardín y su construcción se remonta a principios del siglo XX.
- Parroquia Santa Rosa de Lima: su origen se remonta a fines del siglo XIX. Tiene dos cúpulas por las que asoman dos grandes campanas. Este Templo Católico es el Principal de Villaguay y curiosamente, está en una esquina frente a la plaza 25 de Mayo, pero sus puertas no apuntan a la plaza. Su nombre se debe a Santa Rosa, la Patrona Local.
- Hospital Santa Rosa: Construido en 1949, fue el primer edificio del país en contar con ascensor. Nació como hospital de tuberculosis, que en esa época no tenía cura. En los 70 pasó a ser Hospital de Llanura, y en la actualidad como se lo conoce. Está emplazado en un Predio de 16 Hectáreas, entre av. San Martín, bulevar Savio, Belgrano y Tofalo. Llegó a ser uno de los más grandes de Argentina. Frente al edificio hay un antiguo Oratorio y la plaza 20 de Noviembre. Allí también funcionan un Hogar de Ancianos, la Escuela de Penitenciaría, La facultad de Ciencias de la Salud de la UNER, y en ese mismo predio, las Termas de Villaguay.
- Escuela Bartolomé Mitre: esta escuela creada en 1902 funciona en un edificio construido a principios del siglo XX. Tiene un Hermoso parque a su alrededor, una gran biblioteca, un salón de actos antiguo, entre otras.
- Palacio de Tribunales: Se construyó a principios del siglo XX, y allí funciona la Justicia Local.
- Club Social: construido a principios de 1900, se creó para la recreación y fue un lugar destacado en Villaguay, frente a la plaza.
- Cine Teatro Emilio Berisso: construido en los años 40, está sobre calle San Martín y es un edificio imponente fundado por Emilio Berisso. Hoy en día es muy concurrido.
- Museo Histórico Regional: el Museo era una Casa Antigua de Arquitectura Española construida en 1873, y fue la Primera de dos pisos en la ciudad. Allí arriba del edificio hay un busto de Colon, uno de los Primeros de América.

En el centro de Villaguay hay además muchos edificios antiguos (casas, sociedades) que están protegidos por ser históricos.

## Barrios de Villaguay
• Barrio Buen Pastor 
Barrio San José
• Barrio Leopoldo Herrera 
• Barrio Sargento Cabral 
• Barrio Los Pinos
• Barrio Militar
• Barrio Chaco
• Barrio Mercantil
• Barrio San Cayetano
• Barrio AGMER
• Barrio Villa Pedro
• Barrio Brasil
• Barrio San Ramón
• Barrio Goro
• Barrio Las Rosas
• Barrio ASSVER 1
• Barrio ASSVER 2
• Barrio Centro Económico
• Barrio Zaburlín
• Barrio San Martín
• Barrio Belgrano
• Barrio Illia
• Barrio Los Espinillos
• Barrio Policial
• Barrio 60 Viviendas
• Barrio Pompeya
• Barrio CGT
• Barrio San Judas
• Barrio La Loma
• Barrio María Reina
• Barrio La Lomita

## Personalidades villaguayenses
- Liliana Herrero (cantante)
- Débora Dionicius (boxeadora)
- Brian Arregui (boxeador)[5]
- Víctor Velázquez (músico)
- Osvaldo Terranova (actor)
- Filiberto de Oliveira Cézar (militar, político, diplomático y escritor)
- Marcelo Luciano Estigarribia (futbolista)
- José Luis Raota (fotógrafo)

## Parroquias católicas
| Arquidiócesis | Paraná                                    |
| ------------- | ----------------------------------------- |
| Parroquias    | Santa Rosa de Lima, Inmaculada Concepción |